# Le domande di Brian
(Le domande di Brian)
Le domande di Brian (titolo originale Starter For Ten) è un romanzo di David Nicholls, edito per la prima volta nel 2003 in lingua inglese e nel 2011 in italiano.
Nel 2006 ne è stato tratto un film, diretto da Tom Vaughan, intitolato Il quiz dell'amore.

## Trama
Inghilterra, 1985. Il colto e maldestro diciottenne Brian Jackson, fanatico di Kate Bush e dei quiz televisivi, lascia il paesino in cui è cresciuto per andare a studiare all'Università di Bristol.
Partito con l'idea di impegnarsi fortemente nello studio, Brian finisce con l'innamorarsi perdutamente della bella e benestante Alice Harbinson, evento che lo porta a trascurare le vecchie amicizie e i suoi doveri di studente. Tra bevute epocali e improbabili tentativi di conquistare il cuore di Alice, Brian trova anche il tempo di entrare a far parte della squadra universitaria che partecipa al telequiz University Challenge.
Grazie alla sua perseveranza, Brian riesce a stringere una forte amicizia con Alice, amicizia che nel tempo sembra evolvere in qualcosa di diverso; ma proprio quando tutto sembra volgere per il meglio, la situazione precipita: Alice confessa a Brian di non ricambiare i suoi sentimenti, e come se non bastasse, durante la registrazione della trasmissione University Challenge, Brian viene scoperto a barare.
Vista la situazione non proprio rosea, Brian decide di prendersi una pausa: abbandona temporaneamente gli studi e torna a casa a lavorare in una fabbrica che produce tostapane. Qui viene contattato da Rebecca, un'altra ragazza con cui aveva flirtato e poi stretto amicizia durante i primi mesi all'università; i due decidono di partire insieme per una vacanza in Grecia, durante la quale sembra poter nascere un nuovo amore. 

## Edizioni
- David Nicholls, Le domande di Brian, traduzione di Stefano Bortolussi, I, BEAT, 2011, ISBN 978-88-6559-038-6.